# The Special Tour
A Special Tour az amerikai énekesnő, és rapper Lizzo koncertturnéja, a Special című stúdióalbum népszerűsítése céljából. A turné a floridai Sunrise-i FLA Live Arénában kezdődött 2022. szeptember 23-án és a portugáliai Oeirasban ér véget 2023. július 7-én.
Az Észak-Amerikai turnéállomásokon Latto és Saucy Santana rapperek is közreműködnek.

## Játszási lista
Ez a lista a 2022. szeptember 23-i Sunrise-i show-t képviseli, nem a teljes turné játszási listáját.
1. "The Sign"
2. "2 Be Loved (Am I Ready)"
3. "Soulmate"
4. "Phone" (Interlude)
5. "Grrrls"
6. "Boys"
7. "Tempo"
8. "Rumors"
9. "Scuse Me"
10. "Fitness" (Interlude)
11. "Naked"
12. "Jerome"
13. "Break Up Twice"
14. "Doo Wop (That Thing)"
15. "Special"
16. "I'm Every Woman"
17. "Like A Girl"
18. "Birthday Girl" (contains elements of "Happy Birthday To You")
19. "Everybody's Gay"
20. "Water Me"
21. "Cuz I Love You"
22. "If You Love Me"
23. "Coldplay"
24. "Truth Hurts"
25. "I Love You Bitch"
26. "Good As Hell"

Encore
1. "Juice"
2. "About Damn Time"

## Turné állomások
| Dátum                 | Város                 | Ország                    | Helyszín                   | Nyitó előadó          | Nézők száma           | Bevételek             |
| Leg 1 — Észak-Amerika | Leg 1 — Észak-Amerika | Leg 1 — Észak-Amerika     | Leg 1 — Észak-Amerika      | Leg 1 — Észak-Amerika | Leg 1 — Észak-Amerika | Leg 1 — Észak-Amerika |
| --------------------- | --------------------- | ------------------------- | -------------------------- | --------------------- | --------------------- | --------------------- |
| 2022. szeptember 23.  | Sunrise               | Amerikai Egyesült Államok | FLA Live Arena             | Latto Saucy Santana   | 8,020 / 8,020         | $819,088              |
| 2022. szeptember 24.  | Tampa                 | Amerikai Egyesült Államok | Amalie Arena               | Saucy Santana         | 11,434 / 11,434       | $1,125,873            |
| 2022. szeptember 27.  | Washington, D.C.      | Amerikai Egyesült Államok | Capital One Arena          | Latto                 | 13,163 / 13,163       | $1,629,345            |
| 2022. szeptember 29.  | Philadelphia          | Amerikai Egyesült Államok | Wells Fargo Center         | Latto Saucy Santana   | 12,023 / 12,023       | $1,383,197            |
| 2022. szeptember 30.  | Boston                | Amerikai Egyesült Államok | TD Garden                  | Latto                 | 12,787 / 12,787       | $1,658,272            |
| 2022. október 2.      | New York City         | Amerikai Egyesült Államok | Madison Square Garden      | Latto                 | 23,875 / 23,875       | $2,996,293            |
| 2022. október 3.      | New York City         | Amerikai Egyesült Államok | Madison Square Garden      | Latto                 | 23,875 / 23,875       | $2,996,293            |
| 2022. október 6.      | Detroit               | Amerikai Egyesült Államok | Little Caesars Arena       | Latto Saucy Santana   | 11,444 / 11,444       | $1,435,945            |
| 2022. október 7.      | Toronto               | Kanada                    | Scotiabank Arena           | Latto                 | 12,249 / 12,249       | $1,308,924            |
| 2022. október 11.     | Saint Paul            | Amerikai Egyesült Államok | Xcel Energy Center         | Latto                 | 14,389 / 14,389       | $1,600,312            |
| 2022. október 14.     | Kansas City           | Amerikai Egyesült Államok | T-Mobile Center            | Latto                 | 13,152 / 13,152       | $1,408,931            |
| 2022. október 16.     | Chicago               | Amerikai Egyesült Államok | United Center              | Latto                 | 14,598 / 14,598       | $1,846,297            |
| 2022. október 18.     | Indianapolis          | Amerikai Egyesült Államok | Gainbridge Fieldhouse      | Latto Saucy Santana   | 10,779 / 10,779       | $1,048,144            |
| 2022. október 20.     | Charlotte             | Amerikai Egyesült Államok | Spectrum Center            | Latto                 | 13,246 / 20,000       | $1,385,470            |
| 2022. október 22.     | Atlanta               | Amerikai Egyesült Államok | State Farm Arena           | Latto                 | 11,650 / 11,650       | $1,359,408            |
| 2022. október 23.     | Nashville             | Amerikai Egyesült Államok | Bridgestone Arena          | Latto                 | 13,449 / 13,449       | $1,308,849            |
| 2022. október 25.     | Austin                | Amerikai Egyesült Államok | Moody Center               | Latto                 | 11,435 / 11,435       | $1,427,279            |
| 2022. október 26.     | Houston               | Amerikai Egyesült Államok | Toyota Center              | Latto Saucy Santana   | 10,363 / 10,363       | $1,052,961            |
| 2022. október 28.     | Dallas                | Amerikai Egyesült Államok | American Airlines Center   | Latto                 | 12,799 / 12,799       | $1,468,801            |
| 2022. október 31.     | Denver                | Amerikai Egyesült Államok | Ball Arena                 | Latto                 | 12,785 / 12,785       | $1,394,224            |
| 2022. november 2.     | Salt Lake City        | Amerikai Egyesült Államok | Vivint Arena               | Latto                 | 11,560 / 11,560       | $1,242,619            |
| 2022. november 4.     | Portland              | Amerikai Egyesült Államok | Moda Center                | Latto                 | 27,228 / 27,228       | $2,901,684            |
| 2022. november 7.     | Vancouver             | Kanada                    | Rogers Arena               | Latto                 | 11,700 / 11,700       | $1,128,998            |
| 2022. november 9.     | Seattle               | Amerikai Egyesült Államok | Climate Pledge Arena       | Latto                 | 14,669 / 14,669       | $1,806,437            |
| 2022. november 10.    | Portland              | Amerikai Egyesült Államok | Moda Center                | Latto                 | —                     | —                     |
| 2022. november 12.    | San Francisco         | Amerikai Egyesült Államok | Chase Center               | Latto                 | 13,357 / 13,357       | $1,590,387            |
| 2022. november 18.    | Inglewood             | Amerikai Egyesült Államok | Kia Forum                  | Latto                 | —                     | —                     |
| 2022. november 19.    | Inglewood             | Amerikai Egyesült Államok | Kia Forum                  | Latto                 | —                     | —                     |
| Leg 2 — Európa        |                       |                           |                            |                       |                       |                       |
| 2023. február 17.     | Oslo                  | Norvégia                  | Spektrum                   | ?                     | —                     | —                     |
| 2023. február 18.     | Copenhagen            | Dánia                     | Royal Arena                | ?                     | —                     | —                     |
| 2023. február 20.     | Hamburg               | Németország               | Barclays Arena             | ?                     | —                     | —                     |
| 2023. február 23.     | Amsterdam             | Hollandia                 | Ziggo Dome                 | ?                     | —                     | —                     |
| 2023. február 24.     | Antwerpen             | Belgium                   | Sportpaleis                | ?                     | —                     | —                     |
| 2023. február 27.     | Cologne               | Németország               | Lanxess Arena              | ?                     | —                     | —                     |
| 2023. február 28      | Berlin                | Németország               | Mercedes-Benz Arena        | ?                     | —                     | —                     |
| 2023. március 2.      | Milan                 | Olaszország               | Mediolanum Forum           | ?                     | —                     | —                     |
| 2023. március 3.      | Zürich                | Svájc                     | Hallenstadion              | ?                     | —                     | —                     |
| 2023. március 5.      | Paris                 | Franciaország             | Accor Arena                | ?                     | —                     | —                     |
| 2023. március 8.      | Glasgow               | Skócia                    | OVO Hydro                  | Joy Crookes           | —                     | —                     |
| 2023. március 9.      | Birmingham            | Egyesült Királyság        | Utilita Arena              | Joy Crookes           | —                     | —                     |
| 2023. március 11.     | Manchester            | Egyesült Királyság        | AO Arena                   | Joy Crookes           | —                     | —                     |
| 2023. március 13.     | Dublin                | Írország                  | 3Arena                     | Joy Crookes           | —                     | —                     |
| 2023. március 15.     | London                | Egyesült Királyság        | The O2 Arena               | Joy Crookes           | —                     | —                     |
| 2023. március 16.     | London                | Egyesült Királyság        | The O2 Arena               | Joy Crookes           | —                     | —                     |
| Leg 3 — Észak-Amerika |                       |                           |                            |                       |                       |                       |
| 2023. április 21.     | Knoxville             | Amerikai Egyesült Államok | Thompson-Boling Arena      | Latto                 | —                     | —                     |
| 2023. április 22.     | Lexington             | Amerikai Egyesült Államok | Rupp Arena                 | Latto                 | —                     | —                     |
| 2023. április 25.     | St. Louis             | Amerikai Egyesült Államok | Enterprise Center          | Latto                 | —                     | —                     |
| 2023. április 26.     | Memphis               | Amerikai Egyesült Államok | FedEx Forum                | Latto                 | —                     | —                     |
| 2023. május 4.        | Montreal              | Kanada                    | Bell Centre                | Latto                 | —                     | —                     |
| 2023. május 6.        | Hartford              | Amerikai Egyesült Államok | XL Center                  | Latto                 | —                     | —                     |
| 2023. május 9.        | Baltimore             | Amerikai Egyesült Államok | CFG Bank Arena             | Latto                 | —                     | —                     |
| 2023. május 10.       | Raleigh               | Amerikai Egyesült Államok | PNC Arena                  | Latto                 | —                     | —                     |
| 2023. május 12.       | Cleveland             | Amerikai Egyesült Államok | Rocket Mortgage FieldHouse | Latto                 | —                     | —                     |
| 2023. május 13.       | Pittsburgh            | Amerikai Egyesült Államok | PPG Paints Arena           | Latto                 | —                     | —                     |
| 2023. május 16.       | Milwaukee             | Amerikai Egyesült Államok | Fiserv Forum               | Latto                 | —                     | —                     |
| 2023. május 17.       | Chicago               | Amerikai Egyesült Államok | United Center              | Latto                 | —                     | —                     |
| 2023. május 19.       | Omaha                 | Amerikai Egyesült Államok | CHI Health Center Omaha    | Latto                 | —                     | —                     |
| 2023. május 20.       | Tulsa                 | Amerikai Egyesült Államok | BOK Center                 | Latto                 | —                     | —                     |
| 2023. május 24.       | Phoenix               | Amerikai Egyesült Államok | Footprint Center           | Latto                 | —                     | —                     |
| 2023. május 25.       | San Diego             | Amerikai Egyesült Államok | Viejas Arena               | Latto                 | —                     | —                     |
| 2023. június 2.       | Thousand Palms        | Amerikai Egyesült Államok | Acrisure Arena             | Latto                 | —                     | —                     |
| Leg 4 — Európa        |                       |                           |                            |                       |                       |                       |
| 2023. július 7.       | Oeiras                | Portugália                | Passeio Marítimo de Algés  | N/A                   | __                    | __                    |
| Total:                | Total:                | Total:                    | Total:                     | Total:                | —                     | —                     |